# Peón (hijo de Poseidón)
En la mitología griega, Peón (en griego Παίων) era un de los hijos del dios Poseidón y Hele, la que cayó en el Helesponto. Se dice que Poseidón en realidad la había salvado, y tras acostarse juntos, Hele le dio a Peón. Otra versión, en cambio, lo llama Edono. Era el hermano del gigante Álmope, el que dio su nombre a las tierras de Almopia.